# Lijst van voetbalinterlands Brazilië - Ghana
Deze lijst van voetbalinterlands is een overzicht van alle officiële voetbalwedstrijden tussen de nationale teams van Brazilië en Ghana. De landen speelden tot op heden vijf keer tegen elkaar. De eerste ontmoeting, een vriendschappelijke wedstrijd, werd gespeeld in Rio Preto op 27 maart 1996. Het laatste duel, eveneens een vriendschappelijke wedstrijd, vond plaats in Le Havre (Frankrijk) op 23 september 2022.

## Wedstrijden
| № | Plaats    | Datum             | Competitie        | Wedstrijd        | Uitslag |
| - | --------- | ----------------- | ----------------- | ---------------- | ------- |
| 1 | Rio Preto | 27 maart 1996     | Vriendschappelijk | Brazilië − Ghana | 8 − 2   |
| 2 | Dortmund  | 27 juni 2006      | WK 2006           | Brazilië – Ghana | 3 – 0   |
| 3 | Solna     | 27 maart 2007     | Vriendschappelijk | Brazilië – Ghana | 1 – 0   |
| 4 | Londen    | 5 september 2011  | Vriendschappelijk | Brazilië – Ghana | 1 – 0   |
| 5 | Le Havre  | 23 september 2022 | Vriendschappelijk | Brazilië − Ghana | 3 − 0   |

## Samenvatting
| Competitie        | Totaal gespeeld | Winst Brazilië | Gelijk | Winst Ghana | Doelsaldo Brazilië – Ghana |
| ----------------- | --------------- | -------------- | ------ | ----------- | -------------------------- |
| WK-eindronde      | 1               | 1              | 0      | 0           | 3 – 0                      |
| Vriendschappelijk | 4               | 4              | 0      | 0           | 13 – 2                     |
| Totaal            | 5               | 5              | 0      | 0           | 16 – 2                     |

Wedstrijden bepaald door strafschoppen worden, in lijn met de FIFA, als een gelijkspel gerekend.

## Details

### Tweede ontmoeting
| WK 2006 (Dortmund, Duitsland, 27 juni 2006):                                                       |                | |
| Brazilië                                                                                           | 3 – 0          | Ghana |
| Ronaldo (Kaká) 5' Adriano 45+1' Zé Roberto 84'                                                     | goals (assist) | |
| Carlos Alberto Parreira                                                                            | bondscoach     | Ratomir Dujković |
| Dida Cafú Lucio Juan Emerson 46' Roberto Carlos Adriano 61' Kaká 83' Ronaldo Ronaldinho Zé Roberto | Opstellingen   | Richard Kingson Asamoah Gyan John Mensah Emmanuel Pappoe Illiasu Shilla Stephen Appiah Sulley Muntari 70' Matthew Amoah John Pantsil 60' Eric Addo Haminu Draman |
| Gilberto Silva 46' Juninho Pernambucano 61' Ricardinho 83'                                         | Wissels        | 60' Derek Boateng 70' Alex Tachie-Mensah |
| Adriano 13' Juan 44'                                                                               | gele kaarten   | 7' Stephen Appiah 11' Sulley Muntari 29' John Pantsil 38' Eric Addo                                                                                              |
| | rode kaarten   | 48', 81' Asamoah Gyan |